# Бајерс (Колорадо)
Бајерс (енгл. Byers) насељено је место без административног статуса у америчкој савезној држави Колорадо.

## Демографија
По попису из 2010. године број становника је 1.160, што је 73 (-5,9%) становника мање него 2000. године.
| Група             | 2000.         | 2010.         |
| Белци             | 1.157 (93,8%) | 1.013 (87,3%) |
| Афроамериканци    | 0 (0,0%)      | 11 (0,9%)     |
| Азијати           | 0 (0,0%)      | 5 (0,4%)      |
| Хиспаноамериканци | 48 (3,9%)     | 99 (8,5%)     |
| Укупно            | 1.233         | 1.160         |